# Cyphia
Cyphia P.J. Bergius, 1767 è un genere di piante angiosperme eudicotiledoni endemiche dell'Africa della famiglia delle Campanulaceae. È anche l'unico genere della sottofamiglia Cyphioideae (A. DC.) Walp., 1852.

## Etimologia
Il nome del genere deriva da una parola greca: "cyph-" ( = curvo). Il nome scientifico del genere è stato definito dal medico e botanico svedese Peter Jonas Bergius (1730-1790) nella pubblicazione "Descriptiones Plantarum ex Capite Bonae Spei - 172. 1767" del 1767., mentre il nome scientifico della sottofamiglia è stato definito prima dal botanico svizzero Alphonse de Candolle (1806 - 1893) e perfezionato successivamente dal botanico tedesco Wilhelm Gerhard Walpers (1816 - 1853) nella pubblicazione "Annales Botanices Systematicae. Lipsiae - 2: 1037. 12-15 Mai 1852." del 1852.

## Descrizione
Le specie di questo genere sono delle erbe (in alcuni casi anche viti rampicanti) a ciclo biologico perenne. Contengono delle sostanze tipo lattice (linfa lattiginosa) e altre sostanze quali piridine più alcaloidi, acido cumarico e acido caffeico.
Le radici sono dei tuberi con forme da subglobose ad elongate, mentre i fusti in genere sono eretti. Le foglie, picciolate, hanno delle forme varie tra cui anche lanceolate con margini appena dentati.
Le infiorescenze sono dei racemi apicali. I fiori spesso sono posizionati all'ascella di brattee.
I fiori sono formati da 4 verticilli: calice – corolla – androceo – gineceo (in questo caso il perianzio è ben distinto tra calice e corolla) e pentameri (ogni verticillo ha 5 elementi). I fiori sono gamopetali, ermafroditi e mono-simmetrici.
- Formula fiorale: per queste piante viene indicata la seguente formula fiorale:

K (5), C (5 oppure 3+2), A 5, G (2), infero, capsula
- Calice: il calice è formato da un numero dispari di lobi in posizione ventrale.
- Corolla: la corolla, con una simmetria bilaterale, ha tre lobi dorsali e due lobi ventrali, oppure ha una forma tubolare con 5 lobi subuguali.
- Androceo: gli stami sono 5 epigini; i filamenti possono essere sia connati che distinti, mentre le antere sono sempre distinte. Il polline ha una forma sferoide ed è tricolpato.
- Gineceo: l'ovario è infero, bicarpellare con 2 loculi con placentazione apicale (raramente è quasi supero). Lo stilo è filiforme mentre lo stigma è bilobo. Lo stilo possiede dei peli (a spazzola) per raccogliere il polline ed è sporgente al di fiori del tubo delle antere.

I frutti sono generalmente delle capsule ovate contenenti numerosi semi. Le logge sono in numero corrispondente all'ovario e sono deiscenti per due valvole laterali. I semi hanno una forma subglobosa, sono alati e lisci o hanno tre angoli.

## Riproduzione
- Impollinazione: l'impollinazione avviene tramite insetti (impollinazione entomogama con api e farfalle anche notturne). In queste piante è presente un particolare meccanismo a "pistone": le antere formano un tubo nel quale viene rilasciato il polline raccolto successivamente dai peli dallo stilo che nel frattempo si accresce e porta il polline verso l'esterno.[8]
- Riproduzione: la fecondazione avviene fondamentalmente tramite l'impollinazione dei fiori (vedi sopra).
- Dispersione: i semi cadendo a terra (dopo essere stati trasportati per alcuni metri dal vento, essendo molto minuti e leggeri – disseminazione anemocora) sono successivamente dispersi soprattutto da insetti tipo formiche (disseminazione mirmecoria).

## Distribuzione e habitat
Le specie di questo genere sono tutte africane (soprattutto parte orientale del continente dal Sudafrica fino all'Eritrea) con habitat tropicali o subtropicali.

## Tassonomia
La famiglia di appartenenza (Campanulaceae) è relativamente numerosa con 89 generi per oltre 2000 specie (sul territorio italiano si contano una dozzina di generi per un totale di circa 100 specie); comprende erbacee ma anche arbusti e alberi, distribuiti in tutto il mondo, ma soprattutto nelle zone temperate. La sottofamiglia Cyphioideae è una delle cinque sottofamiglie nella quale è stata suddivisa la famiglia Campanulaceae.

### Filogenesi
Il genere Cyphia (insieme ai generi della sottofamiglia Lobelioideae hanno avuto probabilmente origine in Africa del sud, disperdendosi poi abbastanza ampiamente e con almeno due successivi ritorni nel continente africano.
Da un punto di vista filogenetico la struttura della famiglia Campanulaceae è la seguente: la sottofamiglia Cyphocarpoideae è “gruppo fratello” della sottofamiglia Lobelioideae, entrambe a loro volta sono “gruppo fratello” delle sottofamiglia Nemacladoideae e Campanuloideae, mentre il "gruppo basale" è rappresentato dalla sottofamiglia Cyphioideae. Altri studi più recenti (2010 e 2014) tuttavia sembrano favorire il raggruppamento Cyphia+Campanuloideae.
In passato la sottofamiglia Cyphioideae comprendenva anche i generi Cyphocarpus, Nemacladus, Parishella e Pseudonemacladus, ora descritti in altri gruppi.
Il genere Cyphia attualmente viene diviso in due sezioni:
- sect. Cyphia con circa 50 specie;
- sect. Cyphiella C. Presl con le rimanenti specie.

Il numero cromosomico delle specie di questo genere è: 2n = 18.

### Elenco delle specie
Il genere Cyphia è formato da 68 specie:

- Cyphia alba N.E.Br., 1906 - Zimbabwe
- Cyphia alicedalensis E.Wimm. in H.G.A.Engler, 1968 - South Africa
- Cyphia angustifolia Eckl. & Zeyh. ex C.Presl in C.F.Eklon & K.L.P.Zeyher, 1837 - South Africa
- Cyphia aspergilloides E.Wimm., 1952  - South Africa
- Cyphia banksiana (E.Wimm.) E.B.Knox, 2014
- Cyphia basiloba E.Wimm. in H.G.A.Engler, 1968 - South Africa
- Cyphia belfastica E.Wimm. in H.G.A.Engler, 1968  - South Africa
- Cyphia bolusii E.Phillips, 1917 - Swaziland
- Cyphia brachyandra Thulin, 1978 - Tanzania, Malawi
- Cyphia brevifolia Thulin, 1978 - Angola
- Cyphia brummittii Thulin, 1938 - Malawi
- Cyphia bulbosa (L.) P.J.Bergius, 1767 - South Africa
- Cyphia comptonii Bond, 1940 - South Africa
- Cyphia corylifolia Harv., 1863 - KwaZulu-Natal
- Cyphia couroublei Bamps & Malaisse, 1986 - Zaïre
- Cyphia crenata (Thunb.) C.Presl, 1836 - South Africa
- Cyphia decora Thulin, 1978 - Malawi
- Cyphia deltoidea E.Wimm. in H.G.A.Engler, 1968 - KwaZulu-Natal
- Cyphia digitata (Thunb.) Willd., 1798 - Namibia, South Africa
- Cyphia elata Harv, 1863 - South Africa, Lesotho, Swaziland
- Cyphia erecta De Wild., 1903 - Tanzania, Zambia, Zaïre, Malawi
- Cyphia eritreana E.Wimm. in H.G.A.Engler, 1968  - Eritrea, Ethiopia
- Cyphia galpinii E.Wimm. in H.G.A.Engler, 1968  - South Africa
- Cyphia gamopetala J.Duvign. & Denaeyer, 1963 - Zaïre
- Cyphia georgica E.Wimm. in H.G.A.Engler, 1968  - South Africa
- Cyphia glabra E.Wimm., 1952  - South Africa
- Cyphia glandulifera Hochst. ex A.Rich., 1850 - Eritrea, Ethiopia, Somalia, Kenya, Tanzania, Uganda, Malawi
- Cyphia heterophylla C.Presl in C.F.Eklon & K.L.P.Zeyher, 1837 - South Africa
- Cyphia incisa (Thunb.) Willd., 1798  - South Africa
- Cyphia lasiandra Diels, 1898 - Zaïre, Burundi, Tanzania, Angola, Malawi, Mozambique
- Cyphia linarioides C.Presl in C.F.Eklon & K.L.P.Zeyher, 1837 - South Africa
- Cyphia longiflora Schltr., 1899  - South Africa
- Cyphia longifolia N.E.Br., 1908 - South Africa
- Cyphia longilobata E.Phillips, 1917 - South Africa
- Cyphia longipedicellata E.Wimm., 1952 - South Africa
- Cyphia maculosa E.Phillips, 1917 - South Africa
- Cyphia mafingensis Thulin, 1983 - Malawi
- Cyphia mazoensis S.Moore, 1907 - Malawi, Mozambique, Zambia, Zimbabwe
- Cyphia natalensis E.Phillips, 1917 - KwaZulu-Natal
- Cyphia nyikensis Thulin, 1978 - Malawi
- Cyphia oligotricha Schltr., 1899 - South Africa
- Cyphia pectinata E.Wimm. in H.G.A.Engler, 1968 - Swaziland
- Cyphia persicifolia C.Presl in E.H.F.Meyer, 1838 - South Africa
- Cyphia phillipsii E.Wimm. in H.G.A.Engler, 1968 - South Africa
- Cyphia phyteuma (L.) Willd., 1798 - South Africa
- Cyphia ramosa E.Wimm. in H.G.A.Engler, 1968 - Free State
- Cyphia reducta E.Wimm., 1952 - Zimbabwe, Mozambique
- Cyphia revoluta E.Wimm. in H.G.A.Engler, 1968 - South Africa
- Cyphia richardsiae E.Wimm. in H.G.A.Engler, 1968 - Tanzania, Zaïre, Malawi
- Cyphia rogersii S.Moore, 1918 - Swaziland, South Africa
- Cyphia rupestris E.Wimm. in H.G.A.Engler, 1968  - Tanzania
- Cyphia salteri E.Wimm. in H.G.A.Engler, 1968 - South Africa
- Cyphia schlechteri E.Phillips, 1917 - South Africa
- Cyphia smutsii E.Wimm. in H.G.A.Engler, 1968 - South Africa
- Cyphia stenodonta E.Wimm. in H.G.A.Engler, 1968 - South Africa
- Cyphia stenopetala Diels, 1898 - South Africa, Botswana
- Cyphia stenophylla  (E.Wimm.) E.Wimm., 1968 - South Africa (stati liberi)
- Cyphia stheno  Webb, 1849 - Angola
- Cyphia subtubulata  E.Wimm., 1968 - South Africa
- Cyphia sylvatica  Eckl. & Zeyh., 1830 - South Africa, Namibia
- Cyphia tenera  Diels, 1898 - South Africa
- Cyphia transvaalensis  E.Phillips, 1917 - South Africa
- Cyphia triphylla  E.Phillips, 1917 - South Africa
- Cyphia tysonii  E.Phillips, 1917 - South Africa
- Cyphia ubenensis  Engl., 1910 - Tanzania
- Cyphia undulata  Eckl. ex C.Presl, 1837  - South Africa
- Cyphia volubilis  (Burm.f.) Willd., 1798 - South Africa
- Cyphia zeyheriana  C.Presl, 1837 - South Africa

### Sinonimi
La sottofamiglia Cyphioideae ha avuto nel tempo diverse nomenclature. L'elenco seguente indica alcuni tra i sinonimi più frequenti:
- Cyphiaceae A. de Candolle
- Cyphiella (C.Presl) Spach
- Cyphium J.F.Gmel.
- Cyphopsis Kuntze